# Jiamusi
Jiamusi (mandschurischᡤᡳᠶᠠᠮᡠᠰᡳ

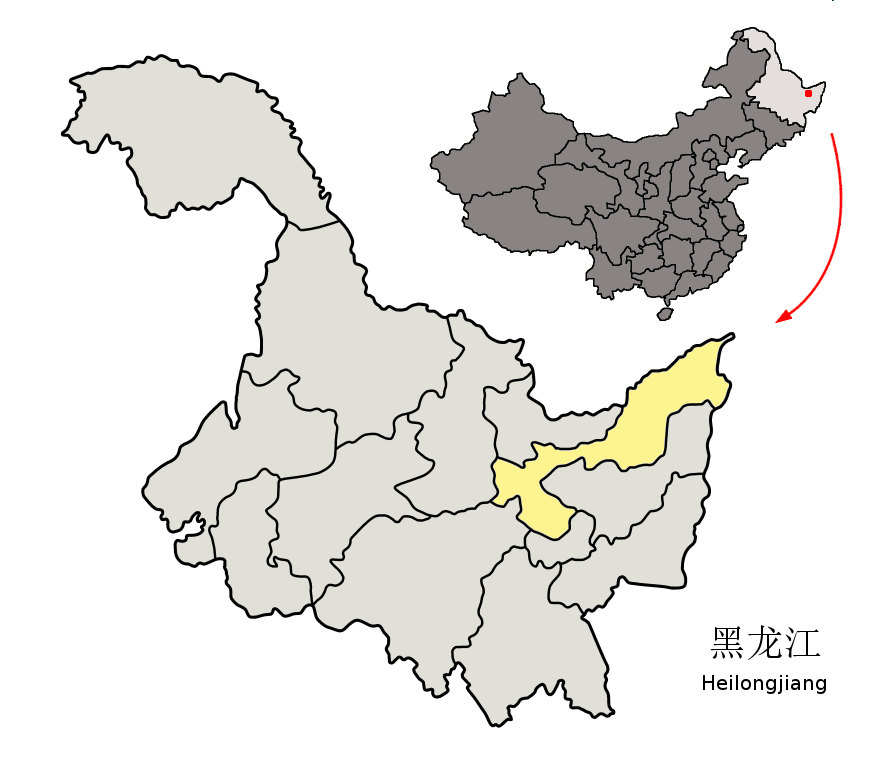
Jiamusi in Heilongjiang

ᡥ᠊ᠤᠲᠤᠨ, Möllendorff Giyamusi Hoton, chinesisch 佳木斯市, Pinyin Jiāmùsī Shì) ist eine bezirksfreie Stadt in der nordostchinesischen Provinz Heilongjiang, die im Westen der Sanjiang-Ebene am Ufer des Mittel- und Unterlaufs des Songhua Jiang liegt. Jiamusi hat eine Fläche von 31.935 km² und 2.156.505 Einwohner (Stand: Zensus 2020).
Wichtige und bekannte Bildungseinrichtungen sind die Jiamusi-Universität (佳木斯大学) und die Erste Mittelschule Jiamusi (佳木斯第一中学), eine der besten Mittelschulen ganz Heilongjiangs. Im Nordosten der Großgemeinde Mengjiagang des Kreises Huanan befindet sich die Tiefraumstation Giyamusi des Satellitenkontrollzentrums Xi’an.

## Geschichte

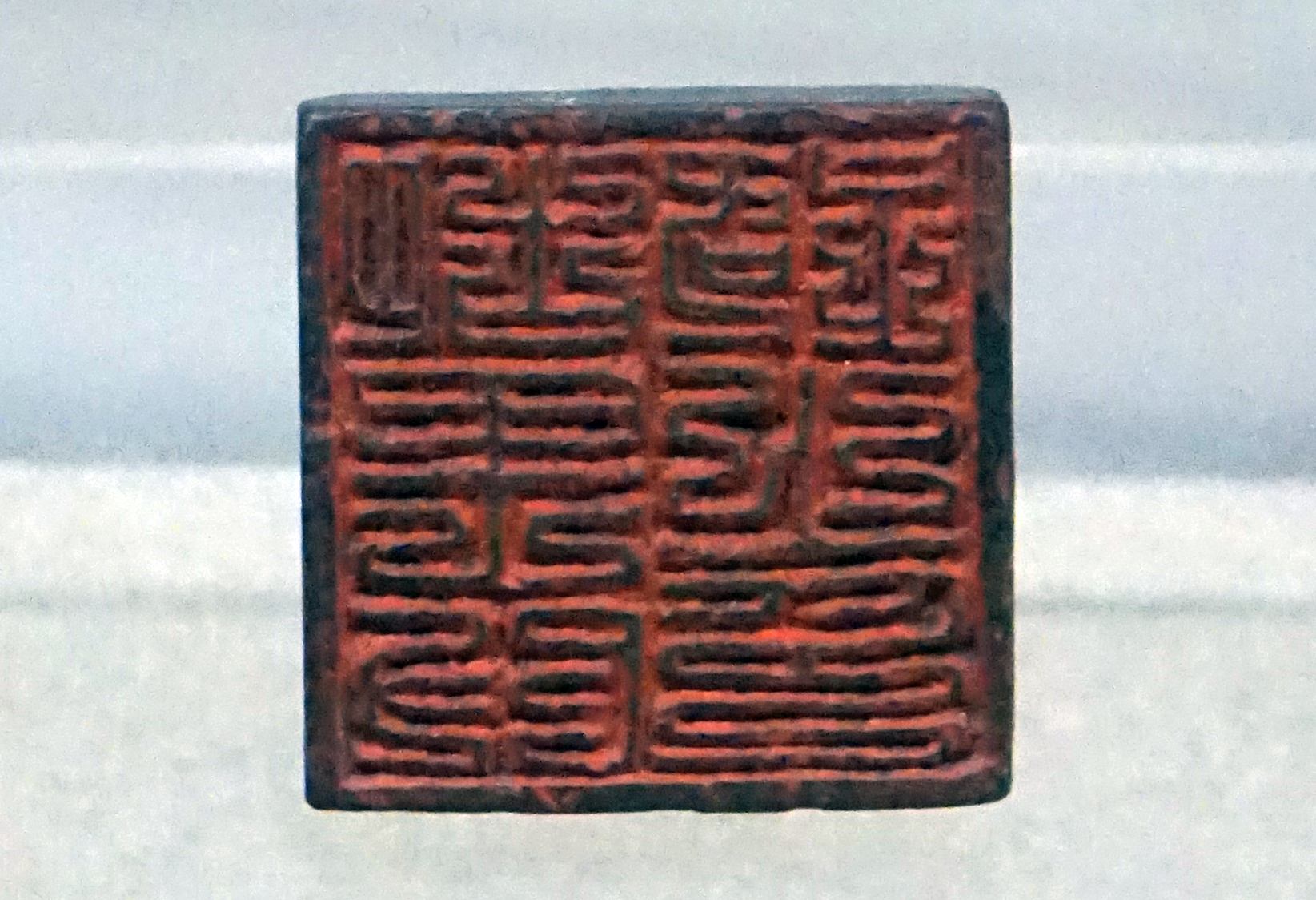
Amtssiegel des Regierungsbezirks Hūrha (Jin-Dynastie)

Die Gegend von Giyamusi wird bereits in Aufzeichnungen der Westlichen Zhou-Dynastie (1057–771 v. Chr.) erwähnt, damals als von Sushen besiedeltes Gebiet, die mit China wirtschaftliche und diplomatische Beziehungen unterhielten. In der heutigen Schreibweise, aber auch mit den gleich ausgesprochenen Schriftzeichen 嘉木寺 und 贾木司 geschrieben, taucht Giyamusi erstmals in der Östlichen Han-Dynastie (25–220) auf. Das Wort ist mandschurisch und bedeutet „Relaispoststation“.
Zu jener Zeit gehörte Giyamusi zum Siedlungsgebiet der Yilou (挹娄), die ebenfalls diplomatische Beziehungen mit China unterhielten, in der Zeit der Südlichen und Nördlichen Dynastien (420–589) dann zum damals „Miutkit“ ausgesprochenen Staat Wuji (勿吉国). Während der Sui- und zu Beginn der Tang-Dynastie gehörte Giyamusi zum Siedlungsgebiet der Mohe (靺鞨), 669–926 dann zum Staat Balhae.
Die Bewohner von Giyamusi gehörten zu den sogenannten „Wilden Jurchen“ (生女真), die nach der Eroberung Balhaes durch die Kitan im Jahr 926 zunächst noch nicht in das Reich Liao integriert werden konnten; der in Giyamusi lebende Teil der Wilden Jurchen war als „Gruppe der Fünf Stämme“ (五国部) bekannt. Erst unter Kaiser Yelü Longxu (reg. 983–1031) kam das Gebiet unter die Herrschaft der Liao-Dynastie. 1125 wurde die Liao-Dynastie von den Jurchen gestürzt, die die Jin-Dynastie gründeten. Die Jin richteten in dem Gebiet um Giyamusi den Regierungsbezirk Hūrha (胡里改路) ein, benannt nach der damaligen Bezeichnung für den Unterlauf des Mudan Jiang. Der Regierungsbezirk Hūrha erstreckte sich in Richtung Norden bis zum Ochotskischen Meer (die Insel Sachalin wurde damals von Jin beansprucht), sein Verwaltungssitz befand sich im heutigen Kreis Yilan von Harbin.
1409, während der frühen Ming-Dynastie, wurde Nordostchina zur Militärkommandantur Nirugan (奴儿干都指挥使司, mandschurisch für „Landkarte“) ernannt, der Giyamusi nun unterstand.
Zu jener Zeit war Giyamusi ein wichtiger Zwischenhalt an der Poststraße, die am Songhua Jiang entlang bis zu dessen Einmündung in den Amur führte (die heutige Autobahn Harbin–Tongjiang). Die Militärkommandantur Nirugan war jedoch ein weitgehend theoretisches Gebilde – eine chinesische Präsenz bestand nur in einigen Städten. Um 1600 vereinigte Aisin Gioro Nurhaci die mandschurischen Stämme und gründete 1616 die Qing-Dynastie. Im weiteren Verlauf wurde Giyamusi dann zur Wehrsiedlung (ᡤᡳᠶᠠᠮᡠᠰᡳ
ᡥ᠊ᠤᡧᠤᠨ bzw. 佳木斯屯) erhoben. 1729 wurde in der Militärkommandantur Ningguta (ᠨᡳᠩᡤᡠᡨᠠ ᡳ
ᠵᡳᠶᠠᠩᡤᡳᠶᡡᠨ bzw. 宁古塔将军, der Osten der heutigen Provinz Heilongjiang bis einschließlich Sachalin) die Vize-Bannerkommandantur Sanxing (三姓副都统) mit Sitz im heutigen Yilan eingerichtet. Dieser unterstand Giyamusi. Der Ort fungierte nun nicht mehr nur als Poststation, sondern auch als Wirtschaftszentrum mit einer Einkaufsstraße (街基). 1888 wurde im heutigen Stadtbezirk Jiao die Großgemeinde Dongxing (东兴镇) gegründet. Als am 1. März 1910 der Kreis Huachuan gegründet wurde, befand sich der Sitz der Kreisregierung zunächst in Dongxing, wurde dann allerdings im November 1912 in die Großgemeinde Yuelai (悦来镇) verlegt.

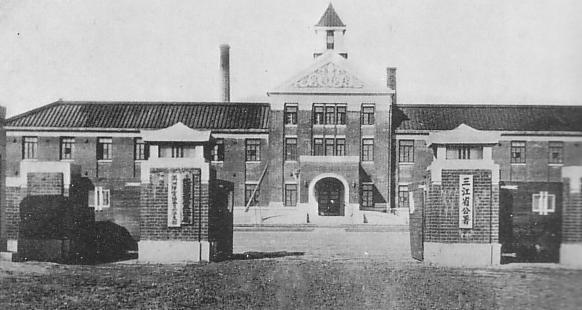
Sitz der Provinzregierung von Sanjiang (ca. 1940)

1930 wurde die Wehrsiedlung Giyamusi mit der Großgemeinde Dongxing zur Großgemeinde Giyamusi (佳木斯镇) vereinigt. Dann kam am 18. September 1931 der Mukden-Zwischenfall und die Mandschurei-Krise. Am 1. März 1932 gründeten die japanischen Besatzungstruppen den Marionettenstaat Mandschukuo. Dieser wiederum gründete am 1. Dezember 1934 die Provinz Sanjiang, mit der Großgemeinde Giyamusi als Provinzhauptstadt. Am 27. Juni 1937 wurde Giyamusi mit Wirkung vom 1. Dezember 1937 zur Stadt (佳木斯市) erhoben.
Nach der Kapitulation Japans wurde die Kontrolle über die Mandschurei von der Kommunistischen Partei Chinas übernommen. Die Provinz Sanjiang wurde Ende Oktober 1945 zunächst in „Gebiet Sanjiang“ (三江地区) umbenannt, dann am 21. November 1945 aufgelöst und in die mehr oder weniger identische Provinz Hejiang (合江省) umgewandelt; die Provinzhauptstadt war weiterhin Giyamusi. Am 21. April 1949, also noch vor der Gründung der Volksrepublik China, wurde die Provinz Hejiang mit Wirkung vom 1. Mai 1949 in die Provinz Songjiang (松江省) mit ihrer Hauptstadt Harbin integriert. Damit verlor Giyamusi seinen Status als Provinzhauptstadt. Als im August 1954 die Provinz Songjiang in die Provinz Heilongjiang integriert wurde, wurde Giyamusi direkt der Provinzregierung unterstellt und war damit eine der ersten bezirksfreien Städte Chinas.

## Administrative Gliederung
Auf Kreisebene setzt sich Jiamusi aus vier Stadtbezirken, drei Kreisen und drei kreisfreien Städten zusammen. Diese sind (Stand: Zensus 2020):
- Stadtbezirk Qianjin (前进区), 31 km², 180.893 Einwohner, Stadtzentrum, Sitz der Stadtregierung;
- Stadtbezirk Xiangyang (向阳区), 46 km², 295.017 Einwohner;
- Stadtbezirk Dongfeng (东风区), 169 km², 121.305 Einwohner;
- Stadtbezirk Jiao (郊区 = „Vorstadt“), 1.697 km², 265.340 Einwohner;
- Kreis Huanan (桦南县), 5.073 km², 286.855 Einwohner, Hauptort: Großgemeinde Huanan (桦南镇);
- Kreis Huachuan (桦川县), 2.230 km², 145.876 Einwohner, Hauptort: Großgemeinde Yuelai (悦来镇);
- Kreis Tangyuan (汤原县), 3.196 km², 173.688 Einwohner, Hauptort: Großgemeinde Tangyuan (汤原镇);
- Stadt Fuyuan (抚远市), 5.175 km², 97.329 Einwohner;
- Stadt Tongjiang (同江市), 6.898 km², 176.112 Einwohner;
- Stadt Fujin (富锦市), 7.420 m², 414.090 Einwohner.

## Ethnische Zusammensetzung der Gesamtbevölkerung Jiamusis (2000)
Beim Zensus 2000 wurden für das gesamte Verwaltungsgebiet Jiamusis 2.358.310 Einwohner gezählt.
| Name des Volkes | Einwohner | Anteil |
| --------------- | --------- | ------ |
| Han             | 2.254.503 | 95,6 % |
| Manju           | 62.587    | 2,65 % |
| Koreaner        | 26.558    | 1,13 % |
| Hui             | 6.457     | 0,27 % |
| Mongolen        | 4.007     | 0,17 % |
| Hezhen          | 2.668     | 0,11 % |
| Xibe            | 245       | 0,01 % |
| Yi              | 182       | 0,01 % |
| Zhuang          | 168       | 0,01 % |
| Sonstige        | 935       | 0,04 % |

## Persönlichkeiten
- Sui Baoku (* 1986), Shorttracker